# Немченята
Немченя́та (рос. Немченята) — присілок у складі Шабалінського району Кіровської області, Росія. Входить до складу Ленінського міського поселення.
Населення становить 14 осіб (2010, 18 у 2002).
Національний склад станом на 2002 рік — росіяни 94 %.